# Cyclassics Hamburg 2024
Die Cyclassics Hamburg 2024 war die 27. Austragung des deutschen Eintagsrennens. Das Rennen fand am 8. September statt und war Teil der UCI WorldTour 2024.
Den Sieg sicherte sich der Niederländer Olav Kooij (Team Visma-Lease a Bike), der sich im Sprint vor Jonathan Milan (Lidl-Trek) und Biniam Girmay (Intermarché-Wanty) durchsetzte.

## Teilnehmende Mannschaften und Fahrer
Neben den 18 UCI WorldTeams gingen auch 5 UCI ProTeams bei dem Rennen an den Start. Für jede Mannschaft waren sieben Fahrer startberechtigt, wobei mit Jacopo Mosca (Lidl-Trek) und Miles Scotson (Arkéa-B&B Hotels) zwei Fahrer nicht an den Start gingen.
Mit Marco Haller (Red Bull–Bora–Hansgrohe), Elia Viviani (Ineos Grenadiers), Caleb Ewan (Team Jayco AlUla), Alexander Kristoff (Uno-X Mobility), John Degenkolb (Team dsm-firmenich PostNL) und Arnaud Démare (Arkéa-B&B Hotels) starteten sechs ehemalige Sieger bei der 27. Austragung.
Als Favoriten galten in erster Linie die endschnellen Fahrer wie Jasper Philipsen (Alpecin-Deceuninck), Jonathan Milan (Lidl-Trek), Tim Merlier (Soudal Quick-Step), Biniam Girmay (Intermarché-Wanty), Olav Kooij, Christophe Laporte (beide Team Visma-Lease a Bike), Arnaud De Lie (Lotto Dstny), Jordi Meeus (Red Bull–Bora–Hansgrohe), Caleb Ewan, Alexander Kristoff, Fernando Gaviria (Movistar Team), Arnaud Démare, Phil Bauhaus (Bahrain Victorious), Sebastián Molano (UAE Team Emirates), Bryan Coquard (Cofidis), Pascal Ackermann (Israel-Premier Tech), Elia Viviani, Marijn van den Berg (EF Education-EasyPost), Tobias Lund Andresen, John Degenkolb (beide Team dsm-firmenich PostNL), Matteo Trentin (Tudor Pro Cycling Team) und Giacomo Nizzolo (Q36.5 Pro Cycling Team).
| UCI WorldTeams | UCI WorldTeams                  | UCI WorldTeams | UCI WorldTeams          | UCI WorldTeams | UCI WorldTeams            | UCI ProTeams | UCI ProTeams           |
| -------------- | ------------------------------- | -------------- | ----------------------- | -------------- | ------------------------- | ------------ | ---------------------- |
| ADC            | Alpecin-Deceuninck              | GFC            | Groupama-FDJ            | DFP            | Team dsm-firmenich PostNL | IPT          | Israel-Premier Tech    |
| ARK            | Arkéa-B&B Hotels                | IGD            | Ineos Grenadiers        | JAY            | Team Jayco AlUla          | LDT          | Lotto Dstny            |
| AST            | Astana Qazaqstan Team           | IWA            | Intermarché-Wanty       | TVL            | Team Visma-Lease a Bike   | Q36          | Q36.5 Pro Cycling Team |
| TBV            | Bahrain Victorious              | LTK            | Lidl-Trek               | UAD            | UAE Team Emirates         | TUD          | Tudor Pro Cycling Team |
| COF            | Cofidis                         | MOV            | Movistar Team           |                |                           | UXM          | Uno-X Mobility         |
| DAT            | Decathlon AG2R La Mondiale Team | RBH            | Red Bull-Bora-Hansgrohe |                |                           |              |                        |
| EFE            | EF Education-EasyPost           | SOQ            | Soudal Quick-Step       |                |                           |              |                        |

## Streckenführung
Ursprünglich hätte die 27. Austragung über 198,5 Kilometer führen sollen. Aufgrund einer Verschiebung der Startzeit wurde die Distanz jedoch auf 177,5 Kilometer gekürzt. Wie in der vergangenen Austragungen wurden drei Zwischensprints und drei Bergwertungen ausgefahren. Das Herzstück der Strecke bildete erneut der Waseberg (78 m), der in der zweiten Rennhälfte dreimal befahren wurde.
Nach dem Start wurde Hamburg in Richtung Westen verlassen, wobei nach neun Kilometern der erste Zwischensprint in Schenefeld ausgefahren wurde. Nun drehte die Fahrtrichtung gen Norden und die Fahrer gelangten über Pinneberg, Quickborn und Barmstedt zum nördlichsten Punkt der Strecke, der nach rund 70 Kilometern in Wulfsmoor erreicht wurde. Nach einer kleinen Schleife führte die Strecke zurück nach Barmstedt, ehe es über Pinneberg nach Wedel ging. Hier wurde bei Kilometer 125 der zweite Zwischensprint ausgefahren. Kurz darauf begann die leichte Steigung des Grotiuswegs, ehe nach einer kurzen Abfahrt der Waseberg das erste Mal in Angriff genommen wurde. Dieser kurze aber steile Anstieg wies auf seiner Länge von 800 Metern eine durchschnittliche Steigung von 8,8 % auf. Besonders die zweite Hälfte beinhaltete jedoch Passagen von über 15 % und sank im Schnitt nicht unter 13 %. Nachdem der Anstieg bei Kilometer 135,5 das erste Mal passiert worden war, führte die Strecke über enge und kurvenreiche Straßen entlang der Elbe nach Hamburg-Altona-Altstadt, wo es auf breiteren Straßen ins Zentrum von Hamburg ging. Über die Reeperbahn und vorbei an dem Bismarck-Denkmal ging es über den Johannes-Brahms-Platz zum Hamburger Rathaus, ehe wenig später nach 151 Kilometern auf der Mönckebergstraße die erste Zieldurchfahrt erfolgte.
Nachdem bei der ersten Zielpassage der dritte und letzte Zwischensprint ausgefahren worden war, führte die Strecke über den Jungfernstieg, ehe die Fahrer Hamburg auf demselben Weg verließen, auf dem sie wenige Kilometer zuvor in die Stadt gekommen waren. Die Strecke führte nun zurück zum Waseberg, der zwei weitere Male (24,6 und 16,6 Kilometer vor dem Ziel) überquert wurde. Zwischen den beiden Überfahrten umrundeten die Fahrer den nahegelegenen Golfplatz Falkenstein. Auf den letzten 16,6 Kilometern führte die Strecke erneut ins Zentrum von Hamburg, wobei die bereits bekannte Strecke gewählt wurde. Die Zielgerade auf der Mönckebergstraße war rund 400 Meter lang.
|   |                          | km    | Höhe | Länge (m) | Ø Steigung |
| - | ------------------------ | ----- | ---- | --------- | ---------- |
| S | Schenefeld               | 9     |      |           |            |
| S | Wedel                    | 125   |      |           |            |
| B | Waseberg                 | 135,5 | 78 m | 800       | 8,8 %      |
| S | Hamburg (Zieldurchfahrt) | 151   |      |           |            |
| B | Waseberg                 | 174,5 | 78 m | 800       | 8,8 %      |
| B | Waseberg                 | 182,5 | 78 m | 800       | 8,8 %      |
|   | Ziel                     | 198,5 |      |           |            |

## Rennverlauf & Ergebnis
In der frühen Rennphase setzten sich mit Michael Mørkøv (Soudal Quick-Step), Rémi Cavagna (Movistar), Andrea Vendrame (Decathlon AG2R La Mondiale), Taco van der Hoorn (Intermarché-Wanty), Stefan de Bod (EF Education-EasyPost) und Cyrus Monk (Q36.5) sechs Fahrer vom Hauptfeld ab, wobei sich ersterer die meisten Punkte beim ersten Zwischensprint in Schenefeld sicherte. Aufgrund einer Startverzögerung wurde die Renndistanz um 21 Kilometer reduziert. Die Ausreißer konnten dennoch einen maximalen Vorsprung von rund acht Minuten herausfahren. Auch beim zweiten Zwischensprint in Wedel setzte sich erneut der Däne Michael Mørkøv durch. Zugleich kam es im Hauptfeld zu einem Massensturz in den auch Tim Merlier (Soudal Quick-Step), Fernando Gaviria (Movistar) und Matteo Trentin (Tudor) involviert waren. Kurz vor der ersten Auffahrt auf den Waseberg fiel Rémi Cavagna aus der Ausreißergruppe zurück, ehe sich Cyrus Monk vor Stefan de Bod und Michael Mørkøv die meisten Punkte im Kampf um die Bergwertung durchsetzte. Bei der ersten Zieldurchfahrt betrug der Vorsprung der Spitzengruppe nur noch zwei Minuten, wobei sich Michael Mørkøv zum dritten Mal im Zwischensprint durchsetzte. Kurz vor der zweiten Auffahrt des Waseberg kam Caleb Ewan (Jayco AlUla) im Hauptfeld zu Sturz, ehe die Ausreißer 25 Kilometer vor dem Ziel eingeholt wurden.
Im vorletzten Anstieg griff Alex Aranburu (Movistar) an und setzte sich nach der Kuppe gemeinsam mit Fabio Christen (Q36.5) vom Hauptfeld ab. Die beiden fuhren einen maximalen Vorsprung von rund einer halben Minute heraus, ehe sich der Spanier in der letzten Auffahrt als Solist absetzte. Im Hauptfeld wurde das Tempo ebenfalls verschärft, wobei sich kein Fahrer entscheidend lösen konnte. 13 Kilometer vor dem Ziel wurde Alex Aranburu als letzter Fahrer vom Hauptfeld gestellt, womit ein Massensprint als wahrscheinlich galt. In diesem setzte sich Olav Kooij (Visma-Lease a Bike) vor Jonathan Milan (Lidl-Trek) und Biniam Girmay (Intermarché-Wanty) durch.
| Platz | Fahrer             | Nation | Team                    | Zeit                   |
| ----- | ------------------ | ------ | ----------------------- | ---------------------- |
| 01.   | Olav Kooij         | NED    | Team Visma-Lease a Bike | 3:39:49 h (48,44 km/h) |
| 02.   | Jonathan Milan     | ITA    | Lidl-Trek               | "                      |
| 03.   | Biniam Girmay      | ERI    | Intermarché-Wanty       | "                      |
| 04.   | Jordi Meeus        | BEL    | Red Bull–Bora–Hansgrohe | "                      |
| 05.   | Alexander Kristoff | NOR    | Uno-X Mobility          | "                      |
| 06.   | Axel Zingle        | FRA    | Cofidis                 | "                      |
| 07.   | Jasper Philipsen   | BEL    | Alpecin-Deceuninck      | "                      |
| 08.   | Mike Teunissen     | NED    | Intermarché-Wanty       | "                      |
| 09.   | Matteo Trentin     | ITA    | Tudor Pro Cycling Team  | "                      |
| 010.  | Stefano Oldani     | ITA    | Cofidis                 | "                      |

## Vergabe der UCI-Punkte
Die Cyclassics Hamburg 2024 waren Teil der UCI WorldTour 2024. Nach dem Rennen wurden UCI-Punkte vergeben, die sich auf die Platzierung der Fahrer und Mannschaften im UCI Ranking auswirkten. Die Punktevergabe erfolgte nach folgendem Schlüssel:
| Platzierung  | 1.  | 2.  | 3.  | 4.  | 5.  | 6.  | 7.  | 8.  | 9. | 10. | Anmerkung                               |
| ------------ | --- | --- | --- | --- | --- | --- | --- | --- | -- | --- | --------------------------------------- |
| Tageswertung | 400 | 320 | 260 | 220 | 180 | 140 | 120 | 100 | 80 | 68  | gestaffelt bis zum 60. Platz (2 Punkte) |